# Adolf Bláha
Adolf Bláha (* 26. července 1956 Plzeň) je československý basketbalista, pivot, vysoký 208 cm.
V československé basketbalové lize hrál za tým Sparta Praha, s nímž získal tři stříbrné medaile za druhá místa v letech 1989 až 1991. Patřil k hráčům základní pětky Sparty. Celkem odehrál 9 ligových sezón a zaznamenal 3015 bodů (75. místo v historické tabulce střelců). 
V České basketbalové lize hrál 4 sezóny za SK Slavia Praha IPS.
S týmem Sparty Praha se zúčastnil 3 ročníků evropských klubových pohárů v basketbale, FIBA Poháru vítězů národních pohárů 1992 (vyřazeni ve 2. kole řeckým Panionios Athény rozdílem 14 bodů ve skóre) a dvou ročníků FIBA Poháru Korač 1990 a 1991, když v roce 1991 byli vyřazeni rozdílem 5 bodů ve skóre řeckým Panathinaikos Athény (64-72, 75-72).
```
Je členem České komory autorizovaných inženýrů a techniků činných ve výstavbě.
```

## Hráčská kariéra

### Kluby
- Československá basketbalová liga
- 1983-1992 Sparta Praha - 3x 2. místo (1989, 1990, 1991), 5. místo (1992), 2x 7. místo (1987, 1988), 8. místo (1985), 2x 9. místo (1984, 1986)
- Česká basketbalová liga
- 1993-1997 SK Slavia Praha IPS - 8. místo (1996), 2x 9. místo (1994, 1995), 10. místo (1997)

Evropské poháry klubů - Sparta Praha
- FIBA Pohár vítězů národních pohárů 1992 - 2. kolo, Panionios Athény (87-81, 84-103)
- FIBA Poháru Korač
  - 1990 - vyřazeni rozdílem 2 bodů ve skóre švýcarským Bellinzona Basket (88-83, 73-80).
  - 1991 - vyřazeni rozdílem 5 bodů ve skóre řeckým Panathinaikos Atheny (64-72, 75-72).